# Palakkad
Palakkad (malayalam : പാലക്കാട്, tamoul : பாலக்காடு), anciennement connue sous le nom de Palghat, est une ville de l'État du Kerala en Inde, chef-lieu du district homonyme.

## Géographie
Palakkad se trouve dans la brèche ou trouée de Palghat, un seuil au travers de la chaîne des ghâts occidentaux parallèles à la côte ouest de l'Inde. Une localisation stratégique qui permet le passage du Kerala aux plaines de l'État du Tamil Nadu, situé à l'est.
La ville s'étale entre les rives du fleuve Bharatapuzha (appelé Kannadipuzha à cet endroit) au sud, et son affluent, le Kalpathipuzha au nord.
Situé à la confluence de deux zones culturelles différentes, les habitants de Palakkad et sa région parlent donc deux langues, le malayalam et le tamoul, le premier a un statut officiel et est majoritaire tandis que le second est l'idiome d'une minorité importante.
Cette pluralité linguistique assez ancienne est principalement dû aux divers vagues de migrations de populations tamoules invitées par les seigneurs de Palghat à s'installer dans leur royaume, tel que les brahmanes Iyers de Tanjore. De plus, la proximité géographique imperturbée par le relief a facilité les flux migratoires entre ces deux états, ce qui hormis la région de Nagercoil, ne se retrouve pas dans les autres parties de la frontière où les populations transfrontalières sont homogènes ethniquement à l'état où elles vivent.
La ville de Coimbatore au Tamil Nadu n'est distante de Palakkad que d'environ 50 km.

## Lieux et monuments
- Fort de Palghat, bâti en 1766 sous Haïder Ali et modifié par son fils Tipu, durant l'occupation par le sultanat de Mysore[4].
- Temple de Sri Visalakshi et Sri Viswanathaswamy du village de Kalpathy, construit au XVe siècle[3],[5].